# Sabunike
Sabunike su dio naselja Privlaka, smješteno između Privlake i Nina, starog povijesnog hrvatskog gradića. Naselje je planski uređeno s ortogonalnom shemom ulica. To je prostor lesa i pješčenjaka i blage mediteranske klime.
Sabunike su poznate po svojoj dugoj pješčanoj plaži.